# Oprah's Book Club (émission)
Ne doit pas être confondu avec Oprah's Book Club (série télévisée).
Oprah's Book Club, est un club de livres dépendant du talk show américain The Oprah Winfrey Show, mettant en vedette des livres sélectionnés par Oprah Winfrey. Celle-ci lança son book club en 1996 en sélectionnant un nouveau livre chaque mois. Du fait de la popularité de ce club, de nombreux livres confidentiels ont accédé au statut de Livre à succès, augmentant les ventes de millions d'exemplaires lorsqu'il était au sommet de sa popularité. Cet effet est informellement appelé l'effet Oprah.
En 2002, Oprah Winfrey suspendit son book club, et le reprit l'année suivante, ayant modifié son format. Elle choisit désormais ses livres sur une base plus restreinte, se focalisant sur des œuvres de littérature classique, commençant sa sélection estivale avec À l'est d'Éden. En septembre 2005, Oprah Winfrey a annoncé qu'elle élargirait ses choix à de nombreux titres et genres, dont la non-fiction ou les mémoires.
Elle est récemment revenue à la fiction avec sa sélection de The Road de Cormac McCarthy. Peu après avoir été sélectionné, The Road recevait le prix Pulitzer de la fiction. Oprah Winfrey parvint à réaliser le tout premier entretien télévisé de Cormac McCarthy, notoirement reclus, le 5 juin 2007. Le même jour, elle annonçait Middlesex de Jeffrey Eugenides comme sa sélection de l'été 2007.

## Influence
Dans Reading with Oprah: The Book Club That Changed America, Kathleen Rooney (en) décrit Oprah Winfrey comme « une intellectuelle américaine sérieuse qui fut une pionnière dans le domaine des médias électroniques, en particulier la télévision et Internet, pour l'appliquer à la lecture – un acte décidément non-technologique et hautement individuel – et mettre en évidence ses éléments sociaux et usages de façon à motiver de non-lecteurs à prendre des livres ».
Business Week écrit :

« L'aspect peut-être le plus surprenant du phénomène Oprah est la démesure avec laquelle son pouvoir est comparé à celui d'autres mobilisateurs de marchés. […] Personne ne parvient à la cheville d'Oprah : les éditeurs estiment que son pouvoir de vente d'un livre est de 20 à 100 fois supérieur à celui d'autres personnalités médiatiques. »

## Controverses
De nombreux critiques littéraires ont critiqué les sélections d'Oprah Winfrey comme trop « sentimentales ». La plus notable de ces critiques provient de Jonathan Franzen, dont le livre The Corrections avait été sélectionné en 2001. L'auteur exprima publiquement son mécontentement de se retrouver sur le même pied que d'autres auteurs de l'Oprah's Book Club. Il déclara dans une interview qu'Oprah Winfrey avait « choisi quelques bons livres mais aussi tant de livres schmaltzy et unidimensionnels que j'ai envie de rentrer sous terre, bien que je pense qu'elle est vraiment intelligente et qu'elle mène vraiment la bonne bataille. » C'est à la suite de cette critique que le club fut suspendu.
L'Oprah's Book Club se retrouva sur la sellette à la fin de 2005 au début de 2006, lorsqu'Oprah Winfrey sélectionna A Million Little Pieces de James Frey pour la sélection de septembre 2005. Présenté comme mémoires – compte rendu véridique de la vie de l'auteur comme alcoolique, narcodépendant et criminel, le livre fut cependant bientôt remis en cause, notamment sur les passages où James Frey racontait sa cure de désintoxication et son séjour en prison. James Frey parvint d'abord à convaincre Larry King que les embellissements dans son livre résultaient de procédés courants dans le genre des mémoires, et Oprah Winfrey encouragea les débats sur la classification d'ouvrages non-fictionnels comportant une part de créativité personnelle, citant l'impact visuel qu'avait eu le livre sur ses spectateurs. Cependant, avec l'accumulation des accusations, Oprah Winfrey invita James Frey à son émission, afin de lui demander personnellement s'il lui avait menti ainsi qu'à son auditoire. Au cours d'un débat animé, Oprah Winfrey contraint James Frey à reconnaître qu'il avait effectivement inventé son séjour en prison, et ignorait s'il possédait ou non deux plombages dentaires, bien qu'il y ait consacré plusieurs pages. Elle s'en prit ensuite à l'éditrice de James Frey, Nan Talese (en), et à sa décision de classifier le livre comme mémoires, sans avoir rien fait pour vérifier sa véracité, bien que ses agents aient assurés le personnel d'Oprah Winfrey de son caractère non fictionnel, et l'aient décrit comme d'une honnêteté brutale dans une revue de presse.
Le débat ne resta pas confiné au show télévisé. David Carr du New York Times s'en saisit, écrit que « Mr. Frey et Mme. Talese avaient tous deux été brisés comme des brindilles sèches en hiver ». L'éditorialiste du New York Times, Maureen Dowd, encensa l'émission, se disant soulagée qu'après tant de déni, « l'Impératrice de l'Empathie avait froidement rendu quelqu'un responsable de mensonge », et Richard Cohen (en) du Washington Post fut si impressionné par la confrontation qu'il octroya à Oprah Winfrey le titre de « Mensch de l'année. »
Cet incident fut parodié dans South Park en 2006. L'épisode, intitulé A Million Little Fibers, a pour sujet le personnage Towelie qui écrit ses mémoires, mais substitue le mot towel (essui) à person (personne) afin de vendre son livre. L'épisode dévie des conséquences qui s'étaient produites.

## Le retour du programme (Apple TV+)
Grâce à un partenariat entre Apple et Oprah Winfrey, le club de lecture s'offre une nouvelle jeunesse sous forme de série sur la plateforme de vidéo à la demande, Apple TV+. Ainsi, de nouveaux épisodes présentant de nouveaux livres sont mis en avant. 

## Les sélections de l'Oprah's Book Club
| Date      | Titre                                                  | Auteur                 |
| 1996      | 1996                                                   | 1996                   |
| --------- | ------------------------------------------------------ | ---------------------- |
| Septembre | The Deep End of the Ocean                              | Jacquelyn Mitchard     |
| Octobre   | Song of Solomon                                        | Toni Morrison          |
| Novembre  | The Book of Ruth                                       | Jane Hamilton          |
| Décembre  | She's Come Undone                                      | Wally Lamb             |
| 1997      |                                                        |                        |
| Février   | Stones from the River                                  | Ursula Hegi            |
| Avril     | The Rapture of Canaan                                  | Sheri Reynolds         |
| Mai       | The Heart of a Woman                                   | Maya Angelou           |
| Juin      | Songs In Ordinary Time                                 | Mary McGarry Morris    |
| Septembre | The Meanest Thing To Say                               | Bill Cosby             |
| Septembre | A Lesson Before Dying                                  | Ernest J. Gaines       |
| Octobre   | A Virtuous Woman                                       | Kaye Gibbons           |
| Octobre   | Ellen Foster                                           | Kaye Gibbons           |
| Décembre  | The Treasure Hunt                                      | Bill Cosby             |
| Décembre  | The Best Way to Play                                   | Bill Cosby             |
| 1998      |                                                        |                        |
| Janvier   | Paradise                                               | Toni Morrison          |
| Mars      | Here on Earth (en)                                     | Alice Hoffman          |
| Avril     | Black and Blue (en)                                    | Anna Quindlen          |
| Mai       | Breath, Eyes, Memory                                   | Edwidge Danticat       |
| Septembre | What Looks Like Crazy on an Ordinary Day               | Pearl Cleage           |
| Octobre   | Midwives                                               | Chris Bohjalian        |
| Décembre  | Where the Heart Is                                     | Billie Letts           |
| 1999      |                                                        |                        |
| Janvier   | Jewel                                                  | Bret Lott              |
| Février   | Le Liseur                                              | Bernhard Schlink       |
| Mars      | The Pilot's Wife                                       | Anita Shreve           |
| Avril     | I Know This Much Is True                               | Wally Lamb             |
| Mai       | White Oleander                                         | Janet Fitch            |
| Juin      | Mother of Pearl                                        | Melinda Haynes         |
| Septembre | Tara Road                                              | Maeve Binchy           |
| Octobre   | The Poisonwood Bible                                   | Barbara Kingsolver     |
| November  | Vinegar Hill                                           | A. Manette Ansay       |
| Décembre  | Une carte du monde                                     | Jane Hamilton          |
| 2000      |                                                        |                        |
| Janvier   | Gap Creek                                              | Robert Morgan (en)     |
| Février   | Daughter of Fortune                                    | Isabel Allende         |
| Mars      | Back Roads                                             | Tawni O'Dell           |
| Avril     | The Bluest Eye                                         | Toni Morrison          |
| Mai       | While I Was Gone                                       | Sue Miller             |
| Juin      | River, Cross My Heart                                  | Breena Clarke          |
| Août      | Open House                                             | Elizabeth Berg         |
| Septembre | Drowning Ruth                                          | Christina Schwarz      |
| Novembre  | House of Sand and Fog                                  | Andre Dubus III        |
| 2001      |                                                        |                        |
| Janvier   | We Were the Mulvaneys                                  | Joyce Carol Oates      |
| Mars      | Icy Sparks                                             | Gwyn Hyman Rubio       |
| Mai       | Stolen Lives: Twenty Years in a Desert Jail            | Malika Oufkir          |
| Juin      | Cane River                                             | Lalita Tademy          |
| Septembre | The Corrections                                        | Jonathan Franzen       |
| Novembre  | A Fine Balance                                         | Rohinton Mistry        |
| 2002      |                                                        |                        |
| Janvier   | Fall on Your Knees                                     | Ann-Marie MacDonald    |
| Avril     | Sula                                                   | Toni Morrison          |
| 2003      |                                                        |                        |
| Juin      | À l'est d'Éden                                         | John Steinbeck         |
| Septembre | Pleure, ô pays bien-aimé                               | Alan Paton             |
| 2004      |                                                        |                        |
| Janvier   | Cent ans de solitude                                   | Gabriel García Márquez |
| Avril     | The Heart Is a Lonely Hunter                           | Carson McCullers       |
| Mai       | Anna Karénine                                          | Leon Tolstoï           |
| Septembre | The Good Earth                                         | Pearl S. Buck          |
| 2005      |                                                        |                        |
| Juin      | Le Bruit et la Fureur, As I Lay Dying, Light in August | William Faulkner       |
| Septembre | A Million Little Pieces                                | James Frey             |
| 2006      |                                                        |                        |
| Janvier   | Night                                                  | Elie Wiesel            |
| 2007      |                                                        |                        |
| Janvier   | The Measure of a Man: A Spiritual Autobiography        | Sidney Poitier         |
| Mars      | La Route                                               | Cormac McCarthy        |
| Juin      | Middlesex                                              | Jeffrey Eugenides      |
| Octobre   | L'Amour aux temps du choléra                           | Gabriel García Márquez |
| Novembre  | Les Piliers de la terre                                | Ken Follett            |
| 2008      |                                                        |                        |
| Janvier   | A New Earth                                            | Eckhart Tolle          |
| 2009      |                                                        |                        |
| Janvier   | Say you're one of them                                 | Uwem Akpan             |